# Lista de presidentes do Esporte Clube Juventude
Esta é uma lista de dirigentes do time brasileiro de futebol Juventude, que ocuparam o cargo de presidente da agremiação.
- Antônio Chiaradia (1913, 1914, 1915)
- Salvador Bonalume (1915)
- Antonio Piccoli Filho (1915)
- Rufino Henriques (1916)
- José Grossi (1917)
- Osvaldo Artico (1917)
- Bruno Sperandio (1917, 1918)
- Dante Marcucci (1919)
- Fiorello Arpini (1920)
- Aristides Soares (1920)
- José Costamilan (1920)
- Angelo Sichero (1921)
- Hermínio Bassanesi (1922)
- Salvador Salatino (1923)
- Renato Galló (1924)
- Armando Antunes (1925)
- Luis Pieruccini (1926)
- Arthur de Lavra Pinto (1927, 1928)
- Salvador Salatino (1929, 1930)
- Osvaldo Artico (1931)
- João Sartori (1932)
- José Aloise (1935)
- Pedro Raymundo Leonardelli (1936, 1937)
- Jacynto Lozano (1938)
- Salvador Bonalume (1939)
- Dante Guidalli (1939)
- Mário Alencastro Guimarães (1940)
- Heinz Eugen Kunz (1941)
- Ilmo Guilherme Robinson (1942, 1943)
- Francisco da Cunha Rangel (1944)
- Percy Vargas de Abreu e Lima (1944)
- Ivo Comandulli (1944)
- Alfredo Jaconi (1945, 1946)
- Tarcisio Tonolli (1947)
- Abrelino Guedes Ribeiro (1948)
- Ari Soares (1948)
- Alcides Longhi (1949)
- Antônio Salatino Netto (1950)
- Casemiro Michielin (1951)
- Ari Soares (1951, 1952)
- Alfredo Jaconi (1952)
- Bruno Nora (1953)
- Antônio Salatino Netto (1954)
- Adelino Fabris (1955)
- Lauro F. G. de Carvalho (1957)
- Adão Fagundes (1958)
- João Carpeggiani (1959)
- Dinis Bonotto (1960)
- Plínio Lentz (1960)
- Antonio Mengatto (1960)
- Luiz da Costa Leite (1961)
- Duíglio Compagnoni (1962)
- Mário Ramos (1963)
- José Miguel David (1964)
- Willy Sanvitto (1965, 1966)
- Lauro F. G. de Carvalho (1967)
- Rodolfo Claumann (1967)
- Djalma da Silva Losquiavo (1968)
- Lauro Augusto Piccoli (1969)
- Albino Fetter (1970)
- Numa Pompílio Vasques Brandão (1970)
- João Zeni Fasoli (1970)
- Milton Casanovas Machado (1971)
- Willy Sanvitto (1972, 1973, 1974, 1975)
- Walter Gastaldello (1975, 1976)
- Livio Gazzola (1976)
- Carlito Eugênio Chies (1977)
- Alfredo Sebhe (1978)
- João Zeni Fasoli (1979)
- Adelar Santarem (1980)
- João Flávio Ioppi (1981)
- Walter Humberto Dal Zotto (1982, 1984)
- Carlito Eugênio Chies (1983)
- Luiz Carlos Festugatto (1985)
- Gilson Luiz Tonet (1986)
- Sérgio Tomazzoni (1987)
- Paulo José Zugno (1988, 1989)
- Abelardo Cavalcanti (1990)
- Antônio Ferro (1991)
- Marcos Ferreira Cunha Lima (1992, 1993, 1994, 1995, 2002, 2003, 2004)
- Carlito Eugênio Chies (1996, 1997)
- Gastão Luiz de Oliveira Brito (1998)
- Milton Scola (1999, 2000 , 2010 , 2011)
- Walter Humberto Dal Zotto Junior (2001, 2005)
- Iguatemy Ferreira Filho (2006, 2007)
- Sérgio André Florian (2008, 2009)
- Raimundo Demore (2012 - 2015)
- Roberto Tonietto (2016 - 2018)
- Walter Dal Zotto Jr. (2019 - 2022)
- Fábio Pizzamiglio (2022 - Atual)